# The Unauthorized Melrose Place Story
The Unauthorized Melrose Place Story is een televisiedrama uit 2015, geregisseerd door Mark Griffiths en geschreven door Dana Schmalenberg. De film ging op 10 oktober 2015 in première op Lifetime.

## Verhaal
The Unauthorized Melrose Place Story draait om de acteurs, het ontstaan en het achtergrondverhaal van de populaire televisieserie Melrose Place (1992-1999). In de film worden de opmerkelijke momenten achter de schermen belicht die de serie vormgaven, zoals Heather Locklear die toegevoegd wordt aan de cast om de slabakkende kijkcijfers op te krikken, Andrew Shue en Courtney Thorne-Smith die zowel voor als achter de camera's een turbulente relatie hebben en acteurs die de schrijvers smeken om nog wildere verhaallijnen om de favoriet van de fans te worden.

## Rolverdeling
| Acteur                | Personage                          |
| --------------------- | ---------------------------------- |
| Ciara Hanna           | Heather Locklear                   |
| Frank Rose Bailey IV  | Andrew Shue                        |
| Ryan Bruce            | Grant Show                         |
| Chloe McClay          | Josie Bissett                      |
| Chelsea Hobbs         | Laura Leighton                     |
| Joseph John Coleman   | Doug Savant                        |
| Brandon Barash        | Thomas Calabro                     |
| Brendan Beiser        | Frank South                        |
| Peter Benson          | Chuck Pratt                        |
| Dan Castellaneta      | Aaron Spelling                     |
| Ali Cobrin            | Daphne Zuniga                      |
| Rebecca Dalton        | Courtney Thorne-Smith              |
| Michael Patrick Denis | Lucas Miller                       |
| Lini Evans            | Candy Spelling                     |
| Angela Galanopoulos   | Susan Edelman                      |
| Adam Korson           | Darren Star                        |
| Lanie McAuley         | Amy Locane                         |
| Iris Paluly           | Merry Donner                       |
| Abby Ross             | Tori Spelling                      |
| Madison Smith         | Stephen Dale                       |
| Karissa Tynes         | Rhonda Blair / Vanessa A. Williams |
| Teagan Vincze         | Marcia Cross                       |